# Thuringian Pagan Madness
Thuringian Pagan Madness e шести демо албум на Absurd с времетраене 15 минути и 7 секунди, издаден през 1995 година. Музикален издател е Capricornus Productions.

## Изпълнители
- Андреас Киршнер – бас
- Хендрик Мьобус – барабани
- Себастиян Шаузейл – вокал, китара

## Песни
| №  | Име                  | Време |
| -- | -------------------- | ----- |
| 1. | Werwolf              | 2:57  |
| 2. | The Gates Of Heaven  | 3:11  |
| 3. | Pesttanz             | 2:43  |
| 4. | Eternal Winter       | 4:11  |
| 5. | Mourning Soul (Live) | 2:05  |